# Liste der Auslandsvertretungen Ugandas

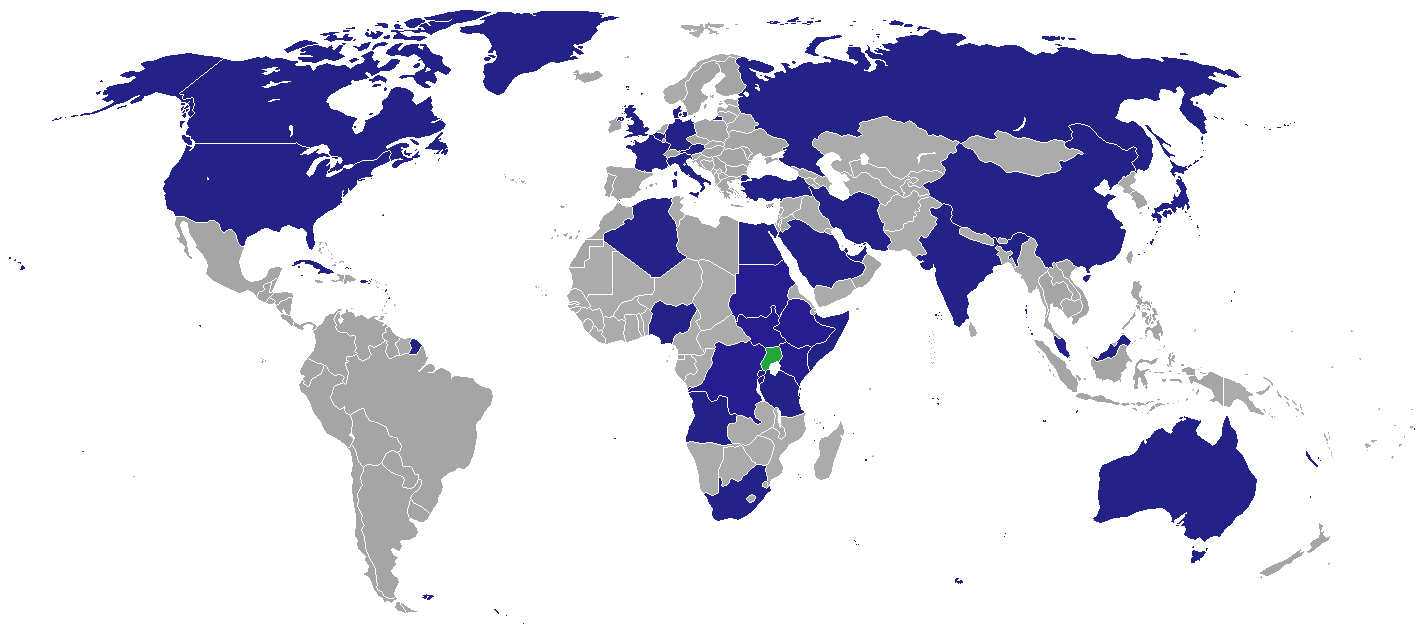
Standorte der diplomatischen Vertretungen Ugandas

Dies ist eine Liste der diplomatischen und konsularischen Vertretungen Ugandas.

## Diplomatische und konsularische Vertretungen

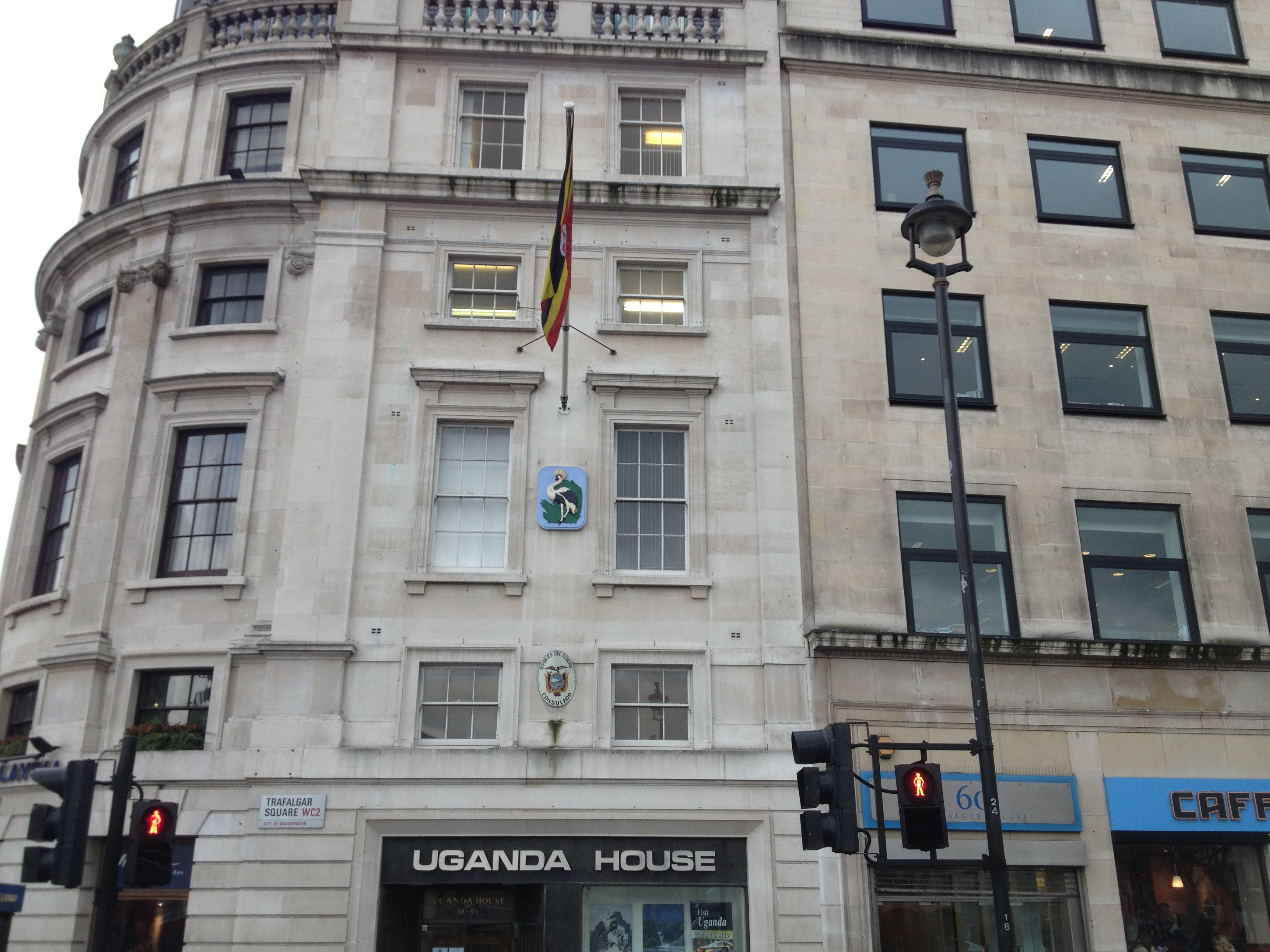
Uganda House in London

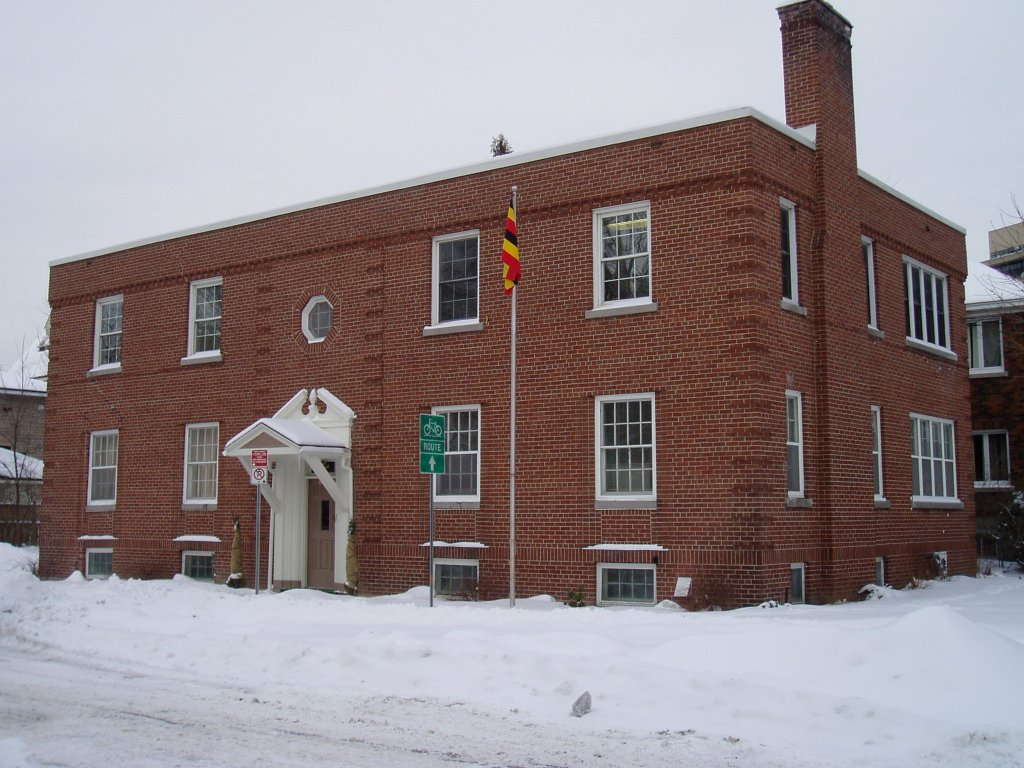
Hohe Kommission Ugandas in Ottawa

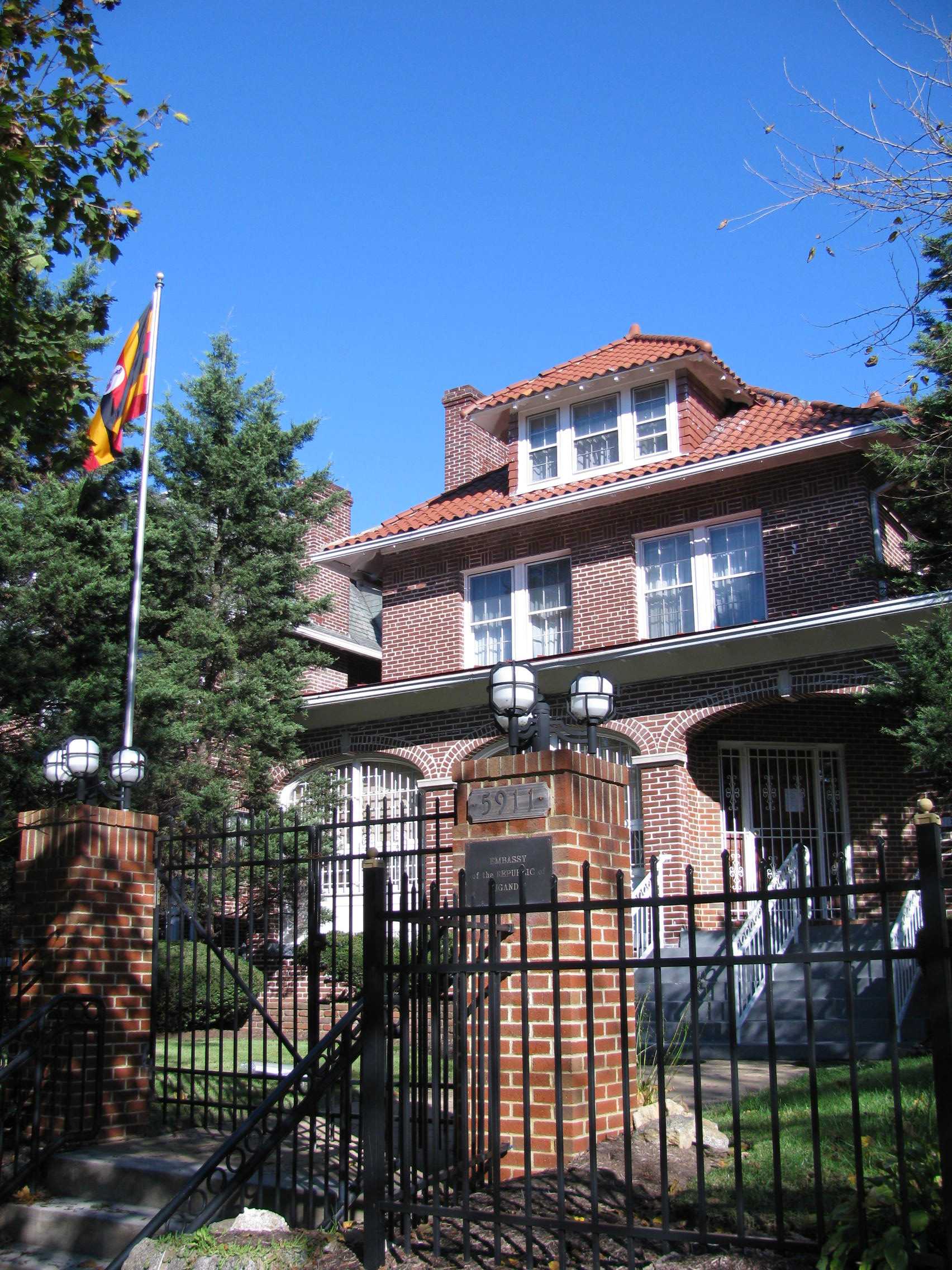
Ugandische Botschaft in Washington, D.C.

### Afrika
| - Ägypten: Kairo, Botschaft - Äthiopien: Addis Abeba, Botschaft - Algerien: Algier, Botschaft - Angola: Luanda, Botschaft - Burundi: Bujumbura, Botschaft - Demokratische Republik Kongo: Kinshasa, Botschaft - Demokratische Republik Kongo: Goma, Vertretungsbüro - Kenia: Nairobi, Hohe Kommission - Kenia: Mombasa, Generalkonsulatn - Libyen: Tripolis, Botschaft | - Nigeria: Abuja, Hohe Kommission - Ruanda: Kigali, Hohe Kommission - Somalia: Mogadischu, Botschaft - Südafrika: Pretoria, Hohe Kommission - Sudan: Khartum, Botschaft - Südsudan: Juba, Botschaft - Tansania: Daressalam, Hohe Kommission - Tansania: Arusha, Konsulat |

### Amerika
- Kanada: Ottawa, Hohe Kommission
- Kuba: Havanna, Botschaft
- Vereinigte Staaten: Washington, D.C., Botschaft

### Asien
| - Volksrepublik China: Peking, Botschaft - Volksrepublik China: Guangzhou, Generalkonsulat - Indien: Neu-Delhi, Hohe Kommission - Iran: Teheran, Botschaft - Japan: Tokio, Botschaft | - Katar: Doha, Botschaft - Malaysia: Kuala Lumpur, Hohe Kommission - Saudi-Arabien: Riad, Botschaft - Vereinigte Arabische Emirate: Abu Dhabi, Botschaft |

### Australien und Ozeanien
- Australien: Canberra, Hohe Kommission

### Europa
| - Belgien: Brüssel, Botschaft - Dänemark: Kopenhagen, Botschaft - Deutschland: Berlin, Botschaft - Frankreich: Paris, Botschaft | - Italien: Rom, Botschaft - Russland: Moskau, Botschaft - Türkei: Ankara, Botschaft - Vereinigtes Königreich: London, Hohe Kommission |

## Vertretungen bei internationalen Organisationen
- AU: Addis Abeba, Ständige Vertretung
- Europäische Union: Brüssel, Mission
- Vereinte Nationen: New York, Ständige Vertretung
- Vereinte Nationen: Genf, Ständige Vertretung